# Sorbier d'Amérique
Sorbus americana
Espèce
Le Sorbier d'Amérique (Sorbus americana) est une espèce de plantes à fleurs de la famille des Rosaceae. C'est un arbre relativement petit (hauteur : 10 m), à feuilles caduques, originaire du nord-est de l'Amérique du Nord.

## Description
Sorbus americana ressemble à Sorbus aucuparia. 
- Écorce : gris clair, lisse, surface squameuse. Rameaux duveteux au début, puis devenant lisse, bruns teintés de rouge, lenticulaire, finalement ils deviennent plus sombres et la couche externe fine comme du papier devient facilement séparable.
- Bois : marron clair ; léger, doux, à petit grain mais peu solide.
- Bourgeons : rouge sombre, aigus. Les écailles internes sont très tomenteuses et s'agrandissent avec la croissance des jeunes feuilles.
- Feuilles : alternes, composées, pennées, mince pétiole strié vert sombre ou rouge. Folioles, lancéolés ou ovales, en forme de coin ou arrondies à la base, dentelées, acuminés, sessiles, la terminale parfois portée par un pédicule, penninervées, nervure centrale proéminente par-dessous, rainurée par-dessus. Elles émergent des bourgeons duveteux, condupliquées ; les feuilles matures sont vert-jaune sur le dessus et plus claires par le dessous. En automne elles virent clairement au jaune. Stipules foliformes, caduques.
- Fleurs : mai, juin, après pleine maturité des feuilles. D'un blanc parfait, odorantes, portées par une cyme plate composée. Bractées et bractéoles aigües, minuscules, caduques.
- Calice : en forme d'urne, poilu, pentalobé ; lobes courts, aigus, imbriqués en bouton.
- Corolle : cinq pétales, blanc crème, orbiculaire, insérés dans le calice, imbriqués dans le bouton.
- Étamines : douze ou treize, insérées dans le tube du calice; filaments filiformes; anthères introrses.
- Pistil : deux ou trois carpelles insérées dans le bas du tube du calice et unis à un ovaire infère. Deux à trois styles; stigmate capité; deux ovules dans chaque cellule.
- Fruits : piridions ressemblant à des baies, globulaires, rouge brillant, portés en grappes en forme de cyme. Mûrissant en octobre et restant sur l'arbre durant tout l'hiver. Chair mince et aigre, chargé d'acide malique; graines légères et brunes, oblongues. Cotylédons charnus.

## Noms
Le sorbier d'Amérique est aussi connu sous le nom d'arbre des bourgeois. Il est aussi connu en Acadie sous le nom de Cormier.

## Utilisation
Les fruits très murs, après quelques gels, sont parfois utilisés pour faire une boisson alcoolisée appelée "vin de mascou".
Les oiseaux mangeront ses fruits surtout vers la fin de l'hiver, lorsque leurs autres ressources seront épuisées.